# 491-й отдельный сапёрный батальон
491-й отдельный сапёрный батальон  — воинская часть в вооружённых силах СССР во время Великой Отечественной войны.

## История
Сформирован в августе 1941 года в Татарской АССР
В составе действующей армии с 21 сентября 1941 по 10 марта 1942 года как 491-й сапёрный батальон 1-го формирования, с 10 марта 1942 года по 10 мая 1942 года как 491-й инженерный  батальон и с 10 мая 1942 года по 18 сентября 1942 года как 491-й сапёрный батальон 2-го формирования
В конце сентября 1941 года поступил на Северо-Западный фронт в район Осташкова.
С начала 1942 года участвует в Торопецко-Холмской наступательной операции, с боями прошёл до Велижа.
В марте 1942 года переформирован в инженерный батальон, но уже в мае 1942 года переформирован обратно в сапёрный, при этом официально сапёрные батальоны в соответствии с Перечнем № 27 представляют собой различные формирования.
Находится в обороне в районе Велижа до переформирования.
18 сентября 1942 года переформирован в 227-й отдельный моторизованный инженерный батальон

## Подчинение
| Подчинение по месяцам | Подчинение по месяцам     | Подчинение по месяцам | Подчинение по месяцам | Подчинение по месяцам |
| Дата                  | Фронт (округ)             | Армия                 | Корпус (группа)       | Примечания            |
| --------------------- | ------------------------- | --------------------- | --------------------- | --------------------- |
| 1 сентября 1941 года  | Приволжский военный округ | -                     | -                     | -                     |
| 1 октября 1941 года   | Северо-Западный фронт     | 27-я армия            | -                     | -                     |
| 1 ноября 1941 года    | Северо-Западный фронт     | 27-я армия            | -                     |                       |
| 1 декабря 1941 года   | Северо-Западный фронт     | 27-я армия            | -                     | -                     |
| 1 января 1942 года    | Северо-Западный фронт     | 27-я армия            | -                     | —                     |
| 1 февраля 1942 года   | Северо-Западный фронт     | 4-я ударная армия     | -                     | —                     |
| 1 марта 1942 года     | Калининский фронт         | 4-я ударная армия     | -                     | —                     |
| 1 апреля 1942 года    | Калининский фронт         | 4-я ударная армия     | -                     | —                     |
| 1 мая 1942 года       | Калининский фронт         | 4-я ударная армия     | -                     | —                     |
| 1 июня 1942 года      | Калининский фронт         | 4-я ударная армия     | -                     | —                     |
| 1 июля 1942 года      | Калининский фронт         | 4-я ударная армия     | -                     | —                     |
| 1 августа 1942 года   | Калининский фронт         | 4-я ударная армия     | -                     | —                     |
| 1 сентября 1942 года  | Калининский фронт         | 4-я ударная армия     | -                     | —                     |

## Командиры
- воентехник 1-го ранга Принцев - на 22 января 1942 года